# Risicofactor
Een risicofactor is een getal dat de toegenomen waarschijnlijkheid op het oplopen van een (infectie-)ziekte weergeeft in verband met een bepaald gegeven. Dit verband is echter niet altijd causaal. Zo is kind zijn niet voldoende om mazelen op te lopen, maar zijn het vooral kinderen die risico lopen op deze ziekte omdat ze nog geen immuniteit hebben opgebouwd.
Een risicofactor geeft de verhouding weer tussen het risico van blootgestelde personen te vergelijken met het risico voor niet-blootgestelde personen.

## Voorbeeld
Op een huwelijksfeest waren er 74 mensen die kip hebben gegeten. Daarvan werden er 22 ziek om een nog onbekende reden. Daarnaast waren er 35 die de vis- of vegetarische schotel hebben genomen. Van deze groep werden er slechts 2 ziek. De vraag is nu: Werden deze mensen ziek door het eten van bedorven kippenvlees?
{\displaystyle Risico={\frac {\mbox{aantal gevallen (van voedselvergiftiging)}}{\mbox{aantal blootgestelden (aan dit voedsel)}}}}
- Risico na het eten van kip = 22/74 = 0,297
- Risico bij de anderen = 2/35 = 0,057
- Verhouding = 0,297/0,057 = 5,2

De mensen die kip aten hadden een 5 maal hoger risico op voedselvergiftiging dan zij die iets anders aten. Dit is een aanwijzing dat er iets met de kip zou kunnen zijn. Het is echter geen zekerheid of bewijs: Het had evengoed een besmette bladgroente kunnen zijn die op het bord naast de kip werd gelegd als garnering.